# Банцеровщина (городище)

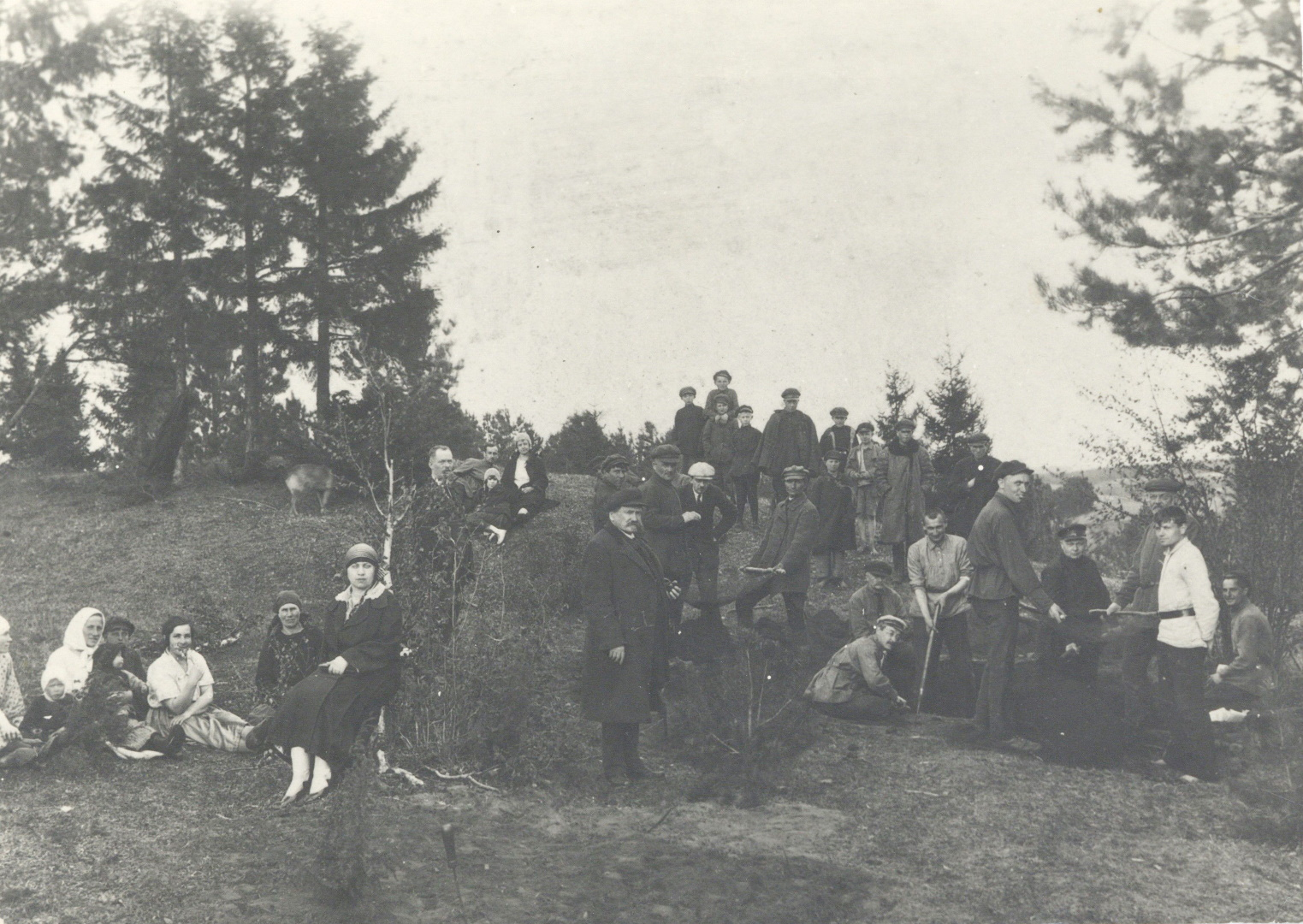
Городище Банцеровщина. 1926 г. Надежда Маркиановна Довнар-Запольская (сидит около берёзы), Исаак Абрамович Сербов (стоит за берёзой), Митрофан Викторович Довнар-Запольский (в фуражке и пальто), Николай Николаевич Щекотихин (в белой кепке), Сергей Антонович Дубинский (сидит на крае раскопа в белой фуражке), Дмитрий Иванович Довгялло (за С. А. Дубинским), Николай Николаевич Улащик (с лопатой в руках), Александр Дмитриевич Коваленя, Павел Васильевич Харлампович (в фуражке), Александр Михайлович Панов, Сергей Сергеевич Шутов (в белой рубашке), Мельников.

Ба́нцеровщина (бел. Банцараўшчына) — городище периода раннего железного века на левом берегу реки Свислочь (сейчас водохранилище Дрозды) около упраздненной деревни Банцеровщина Минского района Минской области Беларуси.

## Описание
Городище представляет собой овальную площадку размерами 55×35 м, с севера и северо-запада укреплённую двумя валами высотой около 2 м и рвами.
Культурный слой обладает толщиной от 0,2 до 1,8 м и имеет 2 горизонта. Нижний, датируемый III в. до н. э. — IV в. н. э., относится к культуре штрихованной керамики. Верхний — VI—VIII вв. — дал название банцеровской культуре. Обнаружены остатки деревянных наземных построек с развалинами печей-каменок, изделия из железа (серпы, наконечники копий, ножи, бритвы), бронзы (кольца, фибула, лунницы, браслет и пр.), глины (посуда, тигли, лунницы, пряслица), стеклянная бусина и другие предметы.